# Lothar Willmitzer
Lothar Willmitzer (* 27. März 1952 in Osterburg (Altmark)) ist ein deutscher Pflanzenphysiologe und Molekularbiologe.
Willmitzer studierte Chemie an der TU Braunschweig mit dem Diplom 1975, wurde dort 1977 in Molekularbiologie promoviert und habilitierte sich 1983 in Genetik an der Universität zu Köln (dort war er am Max-Planck-Institut für Züchtungsforschung). 1986 wurde er Professor für Molekularbiologie an der FU Berlin und Direktor des Instituts für Genbiologische Forschung. Er war 1994 Gründungsdirektor am Max-Planck-Institut für molekulare Pflanzenphysiologie in Golm (Potsdam) bei Potsdam. Außerdem ist er Honorarprofessor an der FU Berlin und an der Universität Potsdam. Seit 2022 ist er am MPI emeritiert.
Er gilt als einer der Gründerväter des Forschungsgebiets Metabolomik. Anfangs untersuchte er Enzyme und Gene für den Aufbau von Stärke in Pflanzen. Daraus entstand 1996 der von ihm gegründete Startup PlantTec in Potsdam-Hermannswerder, wo er gentechnisch Kartoffeln, Mais und Getreide mit höherem Stärkegehalt entwickelte. 2010 wurde die Firma von Bayer CropScience übernommen.
Danach untersuchte er die breite Palette pflanzlicher Stoffwechselprodukte mit Massenspektrometrie und lokalisierte die entsprechenden Gene durch gezielte Ausschaltung von Genen. Damit wurde er zu einem der Gründer der Metabolomik und wandte die Erkenntnisse in seinem Startup metanomics an, der von BASF übernommen wurde. Speziell analysierte er dort das Erbgut und die Stoffwechselprodukte der Ackerschmalwand (Arabidopsis thaliana) mit dem Ziel der Anwendung auf Nutzpflanzen. Er gründete auch einen weiteren Startup zur Metabolomik Metasysx und Targenomix, das die Wirkung kleiner Moleküle auf Pflanzenzellen untersucht.
Die Niedersächsische Akademie der Wissenschaften zu Göttingen nahm ihn 1993 als korrespondierendes Mitglied auf. 1994 wurde er zum ordentlichen Mitglied der Academia Europaea gewählt. 1999 wurde er zum Mitglied der Deutschen Akademie der Naturforscher Leopoldina gewählt. 2015 erhielt er den Wissenschaftspreis: Forschung zwischen Grundlagen und Anwendungen. 2017 wurde er Vorsitzender der Biologisch-Medizinischen Sektion der Max-Planck-Gesellschaft. Er ist auswärtiges Mitglied der Polnischen Akademie der Wissenschaften.